# Bernard Messengue Avom
Bernard Messengue Avom né le 2 août 1958 à Minta, Haute-Sanaga est un administrateur civil et homme politique camerounais.

## Biographie
Bernard Messengue Avom est le fils de Elias Ayom et de Crescence Etong.
Il effectue ses études primaires à l'École de la Mission Catholique de Minta, puis ses études secondaires au Collège d'Enseignement Secondaire de Minta et au Lycée Bilingue de Yaoundé.
Il poursuit des études supérieures à la Faculté de Droit et des Sciences Économiques de l'Université de Yaoundé, à l'École Nationale d'Administration et de Magistrature, et à l'Université de Droit, d'Économie et des Sciences d'Aix-Marseille en France, où il obtient un Doctorat en droit.
Il est également diplômé de l'Institut International d'Administration Publique de Paris et détient un certificat du Washington International Management Institute.

## Carrière professionnelle
| Poste                                                                                 | Début             | Fin               |
| ------------------------------------------------------------------------------------- | ----------------- | ----------------- |
| Chef de la Division Administrative et Juridique auprès du Gouverneur du Littoral      | 11 juillet 1986   | 19 octobre 1989   |
| Contrôleur d’État                                                                     | 19 octobre 1989   | 15 septembre 1997 |
| Inspecteur d’État                                                                     | 15 septembre 1997 | 15 octobre 1998   |
| Chargé de Mission au Cabinet du Premier Ministre, Chef du Gouvernement                | 13 décembre 2003  | 8 décembre 2004   |
| Ministre des Petites et Moyennes Entreprises, de l’Économie Sociale et de l’Artisanat | 8 décembre 2004   | 22 septembre 2006 |
| Ministre des Travaux Publics                                                          | 22 septembre 2006 | 09 décembre 2011. |